# Macadique de Cima
Macadique de Cima (Makadique, Makadiki, Makadidi) ist ein osttimoresischer Suco im Verwaltungsamt Uato-Lari (Gemeinde Viqueque). Der Suco ist einer von drei Sucos, in die der Suco Macadique 2023 aufgeteilt wurde.

## Geographie
Der Suco Macadique de Cima (deutsch „Ober-Macadique“) liegt im äußersten Südwesten des Verwaltungsamtes Uato-Lari. Nördlich befindet sich der Suco Macadique de Baixo (deutsch „Unter-Macadique“) und südwestlich der Suco Uma Uain Leten, der zum Verwaltungsamt Viqueque gehört. Im Südosten reicht Macadique de Cima an die Timorsee. Zu dem Suco gehören die Aldeias Bobolaco, Caidaualari, Caidaulata, Daralari, Edemumo, Liacaiua, Macadique und Namanei. Die Grenze zu Uma Uain Leten bildet zum Teil der Fluss Lugassa.
Durch Macadique de Cima verläuft die südliche Küstenstraße, eine der wichtigsten Verkehrswege des Landes. An ihr befindet sich im Norden des Sucos der Ort Macadique (Maluro Cumo). Im Ort befinden sich ein Hospital und die Grundschule Maluro Cumo.

## Einwohner

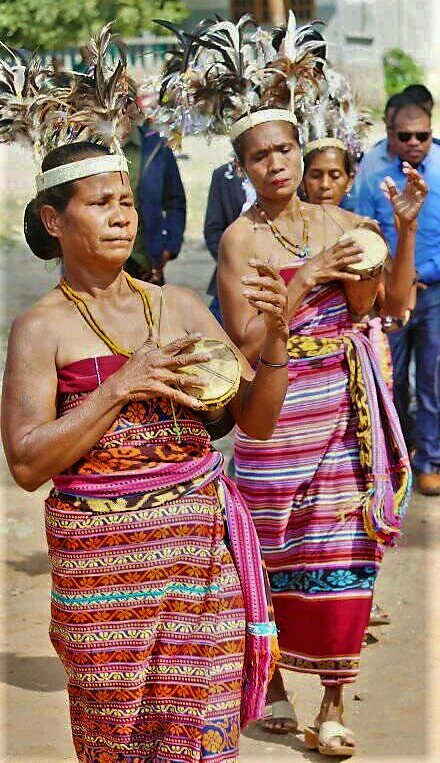
Tänzerinnen in Macadique (2019)

2015 lebten in den heute zu Macadique de Cima gehörenden Aldeias 1708 Menschen. Die Mehrheit spricht als Muttersprache Makasae.

## Geschichte
Mit Abzug der Indonesier 1999 brachen ethnischen Konflikte zwischen den Einwohnern in Uato-Lari wieder hervor. Dörfer, die die Unabhängigkeitsbewegung unterstützten (zumeist Makasae aus Macadique und Matahoi), forderten Land und Eigentum zurück, das Naueti während der indonesischen Besatzung erhalten hatten. Die UNTAET versuchte mit einem „Mediation Council“ ab Juni 2000 den Konflikt zu lösen, aber man kam mit den 130 registrierten Streitfällen nur langsam voran. Ende Oktober 2002 brach Gewalt zwischen den Gruppen aus. Vieh wurde gestohlen. Auch weitere Vermittlungsversuche durch die osttimoresische Regierung, Parlamentarier und verschiedene UN-Missionen blieben wenig erfolgreich.
Am 17. April 2012 kam es in Macadique zu Ausschreitungen nach den Präsidentenwahlen. Unter anderem wurde ein Polizeiwagen und Häuser mit Steinen beworfen.
Am 1. Oktober 2023 wurde der Suco Macadique aufgeteilt. Die beiden Territorien im Landesinneren bilden nun den Suco Macadique Uaitame. Das Territorium im Süden wurde in zwei Hälften geteilt. Der Südwesten am Lugassa, mit dem Ort Macadique gehört zum Suco Macadique de Cima, der Nordosten mit dem Ort Pafuloain zu Macadique de Baixo.

## Politik
Bei den Kommunalwahlen in Osttimor 2023 wurde erstmals für Macadique de Cima ein Chefe de Suco gewählt.

## Persönlichkeiten
- António Soares da Silva Mau Kalo (1962–2024), Freiheitskämpfer und Offizier
- Dário Madeira (* 1978), Politiker